# 石井歓
石井 歓（いしい かん、1921年（大正10年）3月30日 - 2009年（平成21年）11月24日）は、日本の作曲家。東京市下谷区（現：東京都台東区）出身。
同じく作曲家である石井眞木は弟、石井五郎は叔父に当たる。父は舞踊家の石井漠。

## 略歴
成城学園小学部から旧制の成城高等学校尋常科に進むが、成城事件で父の友人の小原國芳が排斥されたため、玉川学園中等部に転じる。作曲を呉泰次郎について約3年間学んだ。武蔵野音楽大学本科ピアノ科を卒業後、池内友次郎に師事。太平洋戦争中は海軍予備学生として海軍入隊後、約2年間勤務。1947年（昭和22年）から尾高尚忠に指揮法を師事。1952年（昭和27年）、西ドイツに留学し、ミュンヘン国立音楽大学作曲科・指揮科を修了。その際、カール・オルフに師事して強い影響を受ける。
1954年（昭和29年）に帰国後、1955年（昭和30年）に創設されたばかりの桐朋学園大学で作曲科主任教授他を務め、その後、愛知県立芸術大学音楽学部教授・学部長など各地の学校で要職を務め、指揮者としても活躍した。
合唱界にも長く関わり、全日本合唱連盟東京支部理事長、および同連盟理事長（第5代）を歴任。同連盟主催のおかあさんコーラスの産みの親でもある。
映画音楽はあまり多く手掛けていないが、主演6代目市川染五郎・監督稲垣浩の作品を4本担当した。
1979年（昭和54年）ニムラ舞踊賞受賞。
1981年（昭和56年）中日文化賞受賞。1984年（昭和59年）紫綬褒章受章。
1989年（平成元年）秋田県県民栄誉章受章。
2009年（平成21年）11月24日、肺炎のため死去。88歳没。

## 代表作
（）内の人物は特記がない限り、作詩者。

### 管弦楽曲
- 前奏曲（1949年）
第18回音楽コンクールの管弦楽部門において第1位受賞。
- 交響詩「山」（1954年）
- シンフォニア・アイヌ（1958年 - 1959年）
3楽章。3管編成のオーケストラにソプラノ独唱と合唱を伴う。

### 吹奏楽曲
- 曠野をゆく（1964年）
1964年度全日本吹奏楽コンクール課題曲中学校の部。
- 合唱とブラスのための楽曲「大いなる秋田」（1968年）
4楽章。第2楽章は本人により、ピアノと混声合唱に編曲されている。また、佐藤菊夫によるソプラノ、合唱、オルガン、管弦楽による版もある。2002年に秋田吹奏楽団により原曲版がCD化された。
- 組曲「まりも幻想」
5楽章。藤田玄播の編曲。

### 室内楽・器楽曲
- ヴィオラ・ソナタ（1962年）
- 八人の奏者による打楽器のための音楽（1970年）
- フルートのための音楽（1972年）
- こどものためのピアノ曲集「音のメルヘン」（1979年）
- こどものためのピアノ曲集「ピアノとおはなし」（1985年）

### 独唱曲
- 海四章（1953年／三好達治）
- 草に寝て（1959年／立原道造）
- ヴォーカリーズのための音楽
- 中原中也の詩による三題
- 日本の歌（一部、男声合唱を含む）

### 合唱曲
- 混声合唱組曲「白い季節の歌」（1950年／小柳透）
- 男声合唱組曲「枯木と太陽の歌」（1955年／中田浩一郎）
- 混声合唱組曲「三つの山の詩」（1957年／中田浩一郎）
- 青い葦とりんどうの話（1959年／中田浩一郎）
- 混声合唱組曲「たそがれ」（1964年／深尾須磨子）
- 男声合唱組曲「男の子が生まれて」（1964年／武川寛海）
- 男声合唱組曲「五つの学生の歌」（1965年／武川寛海）
- 女声のための三つの寓話（1967年／関根弘）
- 混声合唱「風紋」（1970年／岩谷時子）
- ソプラノと男声合唱のためのカンタータ「あすへの足音」（1972年／中村千栄子）
- 少年少女合唱曲集「春といっしょに」（1973年）
- 混声合唱のためのバラード「杉の木のうた」（1976年／中村千栄子）
- 混声合唱組曲「明日香の風」（1977年／中村千栄子）
- 独唱、合唱と管弦楽のためのカンタータ「良寛と貞心」（1980年／中村千栄子）
- 女声合唱組曲「少女のいる画集」（1981年／中村千栄子）
- オーケストラと合唱による「日向の讃歌」（1981年／中村千栄子）
- 混声（男声）合唱組曲「花之伝言」（混声版1981年、男声版1983年／中村千栄子）
- 日本民謡による三つの男声合唱曲
- 混声（男声）合唱組曲「石橋の町」（混声版1998年、男声版1999年／佐々木均太郎）

### 合唱とブラスのための楽曲
- 大いなる秋田[9]

### 歌劇
- 役の行者（1964年／坪内逍遙原作）
- 袈裟と盛遠（1968年／山内康雄台本）
- 女はすてき（1978年／山内康雄台本）
- カントミ（1981年／中田浩一郎台本）

### バレエ音楽
- 潮鳴り（1943年）- 文部大臣賞を受賞
- 神とバヤデーレ（1950年）
- 令嬢ジュリー（1954年） - 芸術祭奨励賞を受賞
- 人間誕生（1954年）
- バレエ組曲「まりも」（1962年）
- ビルマの竪琴（1963年）- 芸術祭奨励賞を受賞
- 破戒（1965年）- 芸術祭奨励賞を受賞

### 映画音楽
- 野盗風の中を走る（1961年）
- どぶろくの辰（1962年）
- 妖星ゴラス（1962年）[1]
- 林檎の花咲く町（1962年）
- 秘剣（1963年）
- 士魂魔道 大龍巻（1964年）
- 国際秘密警察 虎の牙（1964年）
- がらくた（1964年）
- おれについてこい!（1965年）
- 暴れ豪右衛門（1966年）

### 大学校歌
- 静岡大学学生歌「われら若人」
- 宮城大学学歌「大いなる理想」

### その他
- ラジオNIKKEI（旧:日本短波放送→ラジオたんぱ）の放送開始音楽（近衛秀健・山内喜美子演奏、1954年）
- 鹿角市民歌（石井功、1974年）
- 厚木市市制30周年記念市民歌「厚木讃歌」（五十嵐喜芳、1987年）
- 能代市立二ツ井中学校校歌（作詞 竹内瑛二郎）
- 静岡市立藁科中学校校歌（作詞 中村千栄子）

## 著書
- 舞踊詩人石井漠（未來社）
- 教育出版発行の音楽教科書（小・中・高）の監修を担当していた。